# مارگوس هانسون
مارگوس هانسون (استونیایی: Margus Hanson؛ زادهٔ ۶ ژانویهٔ ۱۹۵۸) سیاستمدار اهل استونی است. وی از سال ۲۰۰۳ تا ۲۰۰۴ وزیر دفاع استونی بوده‌است.